# Nguyên (họ người)
Nguyên phát âm gần giống nguyễn Là một họ ở  á đông, trung quốc, Việt Nam..vv

## Nhân vật họ nguyên nổi tiếng
- Nguyên Thủy Thiên Tôn là vị thần tiên tối cao của Đạo giáo, đứng thứ nhất trong Tam Thanh với ngôi vị Ngọc Thanh. Hai vị kia là Thượng Thanh Linh Bảo Thiên Tôn (đứng thứ hai) và Thái Thanh Đạo Đức Thiên Tôn (tức Thái Thượng Lão Quân, đứng thứ ba).
- Nguyên Nhân Tông hoàng đế Nhà Nguyên.
- Bắc Ngụy Hiếu Minh Đế Nguyên Hủ vua
- Nguyên Chiêu  vị hoàng đế thứ mười, triều đại Bắc Ngụy.
- Bắc Ngụy Hiếu Trang Đế tên húy là Nguyên Tử Du.
- Nguyên Diệp hoàng đế Đại ngụy.
- Nguyên Lãng hoàng đế Bắc Ngụy.
- Bắc Ngụy Tiết Mẫn Đế Nguyên Cung vua bắc Ngụy.
- Tây Ngụy Văn Đế Nguyên Bảo Cự vua Tây Ngụy.
- Bắc Ngụy Hiếu Vũ Đế tên Nguyên Tu vua Tây Ngụy.
- Bắc Ngụy Tuyên Vũ Đế Nguyên Khác.
- Bắc Ngụy Hiếu Văn Đế Nguyên Hoành.
- Nguyên Huệ Tông Hoàng đế thứ 11 triều Nguyên (Trung Quốc).
- Nguyên Thành Tông hay Hoàn Trạch Đốc Khả hãn .
- Nguyên Vũ Tông hoàng đế Nhà Nguyên.
- Nguyên Ngọc nhà văn

## Nguyên khác
- Nguyên tử là đơn vị cơ bản của vật chất chứa một hạt nhân.
- Họ Nguyễn có thể đặt Họ  Nguyên vì nó phát âm giống nhau Đọc Nguyên Nguyễn giống nhau.